# Moiré-Effekt
Der Moiré-Effekt (IPA: [mo̯aˈʁeːʔɛˌfɛkt], anhörenⓘ; von frz. moiré [mwaˈʀe], „moiriert, marmoriert“) ist ein optischer Effekt, bei dem durch Überlagerung von regelmäßigen Rastern ein wiederum periodisches Raster entsteht, das spezielle Strukturen aufweist, die in keinem der Einzel-Muster vorhanden sind und bei Veränderung der Überlagerungsweise variieren. 

## Erklärungen und Vorkommen

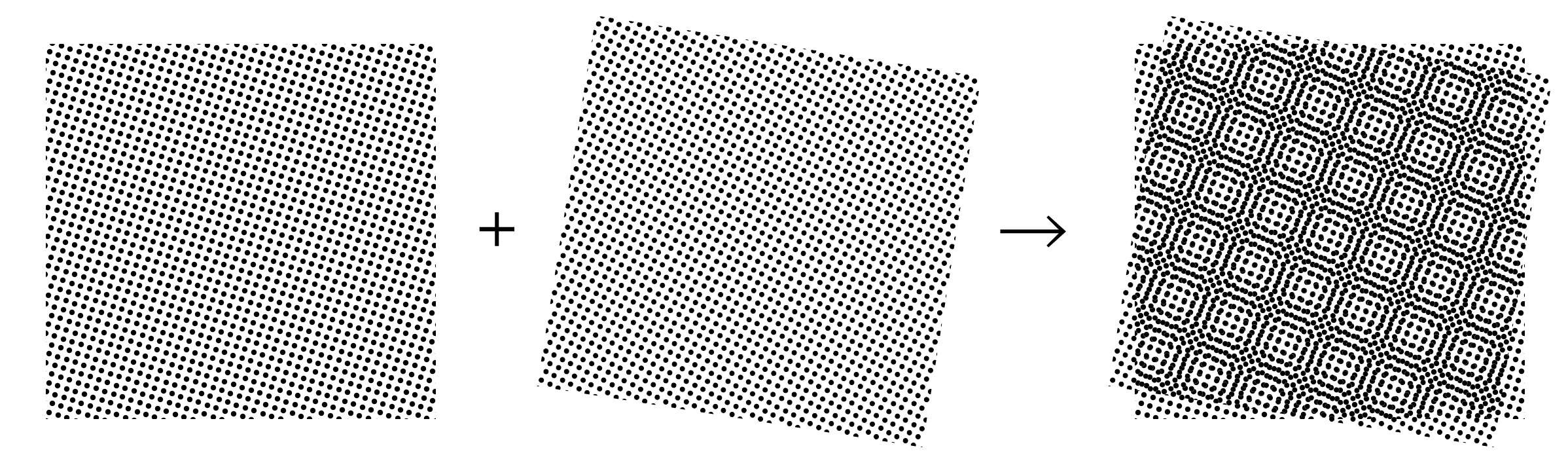
Moiré-Effekt bei Überlagerung zweier Punktmuster gleicher Teilung, gegeneinander verdreht

Mögliche Ursachen des Moiré-Effekts sind:
1. eine Verdrehung der übereinanderliegenden Raster mit gleicher Teilung gegeneinander (gegenseitiges Verschieben bewirkt lediglich lokale Helligkeits- oder Farbänderung (Farbdruck)),
2. eine (minimal) ungleiche Teilung der übereinanderliegenden Raster, oder
3. eine zusätzliche Verdrehung übereinanderliegender Raster ungleicher Teilung gegeneinander.

Beim Mehrfarben-Rasterdruck sind Moiré-Effekte ein bekannter Fehler. Die Raster haben dann nicht die gleiche Teilung und/oder die Einzel-Drucke treffen nicht genau übereinander.
Beim Drucken, beim Fernsehen, beim Scannen und bei anderen bilderzeugenden Rasterverfahren treten Moiré-Effekte auf, wenn das Objekt selbst fein gerastert ist (Kleidungsstoffe, aber auch, falls das Objekt bereits ein Raster- oder Pixelbild ist).

## Moiré-Effekt bei Linien-Rastern
Ebene Rasterungen sind in der Regel gitterförmig, das heißt zweidimensional. Das Linien-Raster ist die Reduktion des allgemeinen Rasters in die Eindimensionalität.
1. Bei zwei nichtparallelen (Verdrehung  {\displaystyle \alpha } ) Linien-Rastern gleicher Teilung  {\displaystyle a_{1}}  beobachtet man eine Helligkeitsmodulation in Form mehr oder weniger diffus aufscheinender paralleler Linien (Moiré-Linien, Bild 1) mit dem Abstand 
{\displaystyle a={\frac {a_{1}}{2\cdot \sin(\alpha /2)}}} .
2. Werden zwei Linien-Raster mit den Teilungen {\displaystyle a_{1}} und {\displaystyle a_{2}} parallel ( {\displaystyle \alpha =0} ) übereinander gelegt, haben die Moiré-Linien (Bild 2) den Abstand
{\displaystyle a={\frac {a_{1}\cdot a_{2}}{|a_{2}-a_{1}|}}} .
 Sich wenig unterscheidende Linienraster ({\displaystyle a_{1}} ≈ {\displaystyle a_{2}}) führen zu weit auseinanderliegenden Moiré-Linien.
Definiert man den Kehrwert der Linienabstände als Liniendichte  {\displaystyle d_{i}={\frac {1}{a_{i}}}} , so erhält man  {\displaystyle d=d_{2}-d_{1}} . Das entspricht ganz dem Ausdruck  {\displaystyle f=f_{2}-f_{1}} für die niederfrequenten Schwebungen {\displaystyle f} , die bei Überlagerung von Wellen mit ähnlichen Frequenzen {\displaystyle f_{1}} und {\displaystyle f_{2}} entstehen.
3. Werden zwei Linien-Raster mit den Teilungen {\displaystyle a_{1}} und {\displaystyle a_{2}} um den Winkel {\displaystyle \alpha } gegeneinander verdreht übereinandergelegt, so erscheinen Moiré-Linien mit dem Abstand 
{\displaystyle a={\frac {a_{1}\cdot a_{2}}{\sqrt {a_{1}^{2}+a_{2}^{2}-2\cdot a_{1}\cdot a_{2}\cdot \cos(\alpha )}}}} . 
Das ist die Gleichung für den allgemeinen Fall. Mit den Bedingungen der Sonderfälle 1. und 2. entstehen aus ihr deren kürzere Gleichungen.

## Beispiele

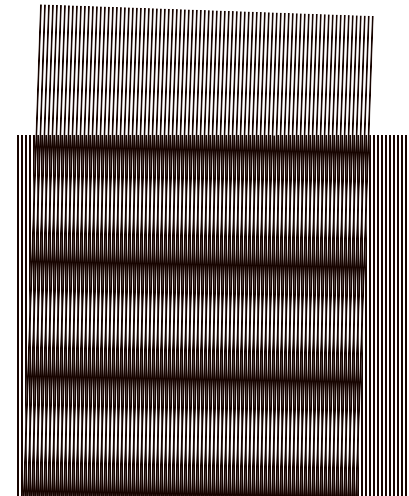
Bild 1 (erste Ursache)
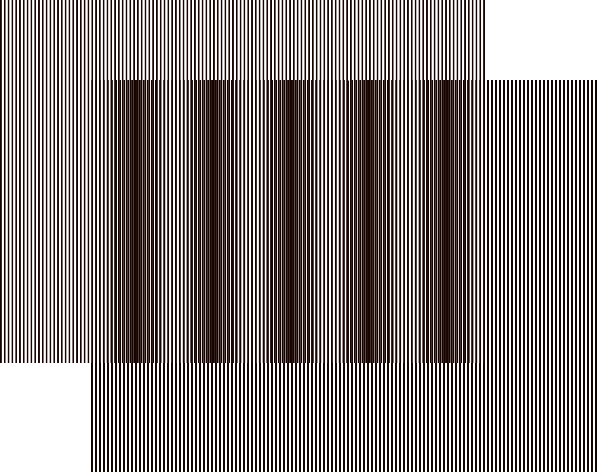
Bild 2 (zweite Ursache)
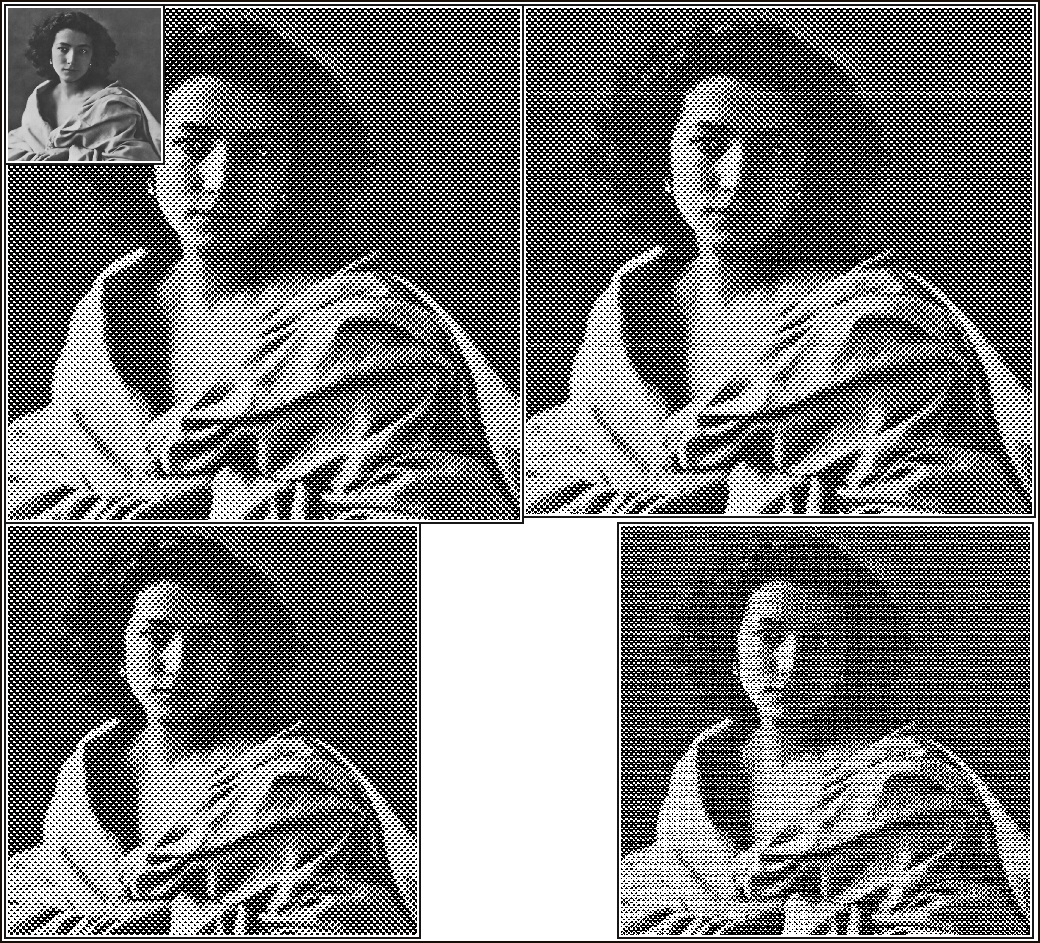
Bild 3
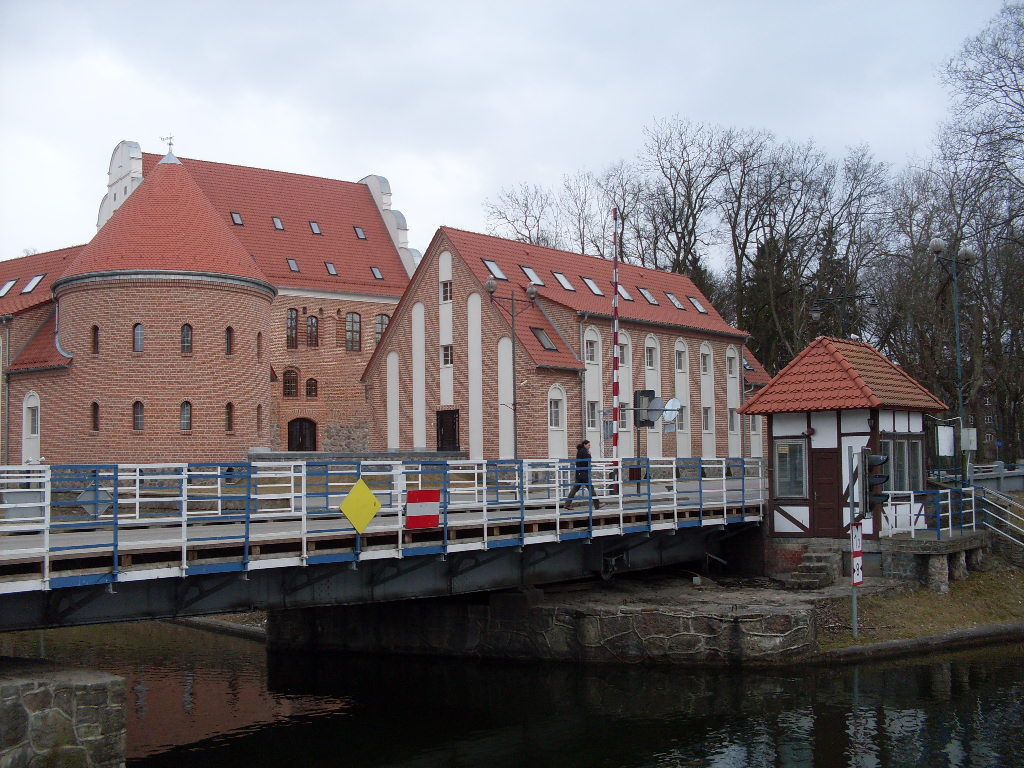
Bild 4
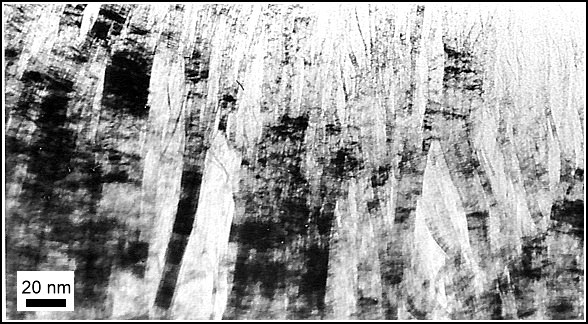
Bild 5

- Bild 1: Moiré-Strukturen entstehen, wenn zwei Linien-Raster mit gleicher Teilung verdreht aufeinandergelegt werden (Teilung 4 Pixel, Verdrehung 2°, Teilung des scheinbaren Rasters etwa 115 Pixel).
- Bild 2: Zwei überlagerte Linien-Raster zeigen langperiodische Helligkeitsmodulationen, wenn die Teilungen wenig voneinander abweichen (Teilung des linken Rasters 4 Pixel, des rechten 0,95×4 Pixel, des scheinbaren mittleren 76 Pixel).
- Bild 3: Beispiele für Moiré-Effekte, die bei Rasterung von Bildern (hier: Porträt von Sarah Bernhardt) entstehen können.
Das Ursprungsbild ist als verkleinertes Halbtonbild eingefügt. Das große Bild oben links ist die erstmalige Rasterung (Halbton → Raster). Wird das Rasterbild zu einem neuen Rasterbild verkleinert, entstehen Moiré-Linien, die das Bild überlagern (Raster → Raster). Das Bild oben rechts wurde um 1 % verkleinert, das Bild darunter um 20 %. Im Vergleich dazu zeigt das Rasterbild unten links, das aus einem um 20 % verkleinerten Halbtonbild entstand, keinerlei Störungen (Halbton → Raster).
- Bild 4: Digitalfotografie von Schloss Lötzen. Hier überlagern sich die periodischen Strukturen des Bildwandlers mit denen des Backsteinmusters, ein relativ häufig auftretendes Problem.
- Bild 5: Elektronenmikroskopische Aufnahme von Graphit. Die Auflösung ist zu gering, um die senkrecht im Bild verlaufenden Basal-Ebenen (im Objekt übereinanderliegende Linien-Raster von etwa 0,3 nm Teilung) zu erkennen. Man sieht aber dunkle horizontal verlaufende Banden, die aus einer Moiré-Überlagerung leicht verkippter Ebenen herrühren.

## Anwendungen
Der Effekt wird als gestalterisches Mittel zum Beispiel bei Geweben und Papieren genutzt (siehe Moiré).
Durch die Überlagerung von passenden Strukturen (zum Beispiel Linienmustern unterschiedlicher Periode) auf transparenten Trägern kann durch den Moiré-Effekt bei gleichbleibender Auflösung mit höherer Genauigkeit die Verschiebung der Träger zueinander errechnet werden. Dieses Verfahren wird in der Photolithographie zum Ausrichten von Maske und Wafer eingesetzt.
Auch der Nonius zur genauen Längenbestimmung mit einem Messschieber funktioniert nach diesem Prinzip. Zwei Linienmuster unterschiedlicher Periode stoßen aneinander. Bei der Messung wird das am besten fluchtende Linien-Paar ausgewertet.

Abbildung 6: Moiré-Uhr für Minuten- und Sekunden-Simulation, Animation mit ungefähr 30-facher Zeitraffung

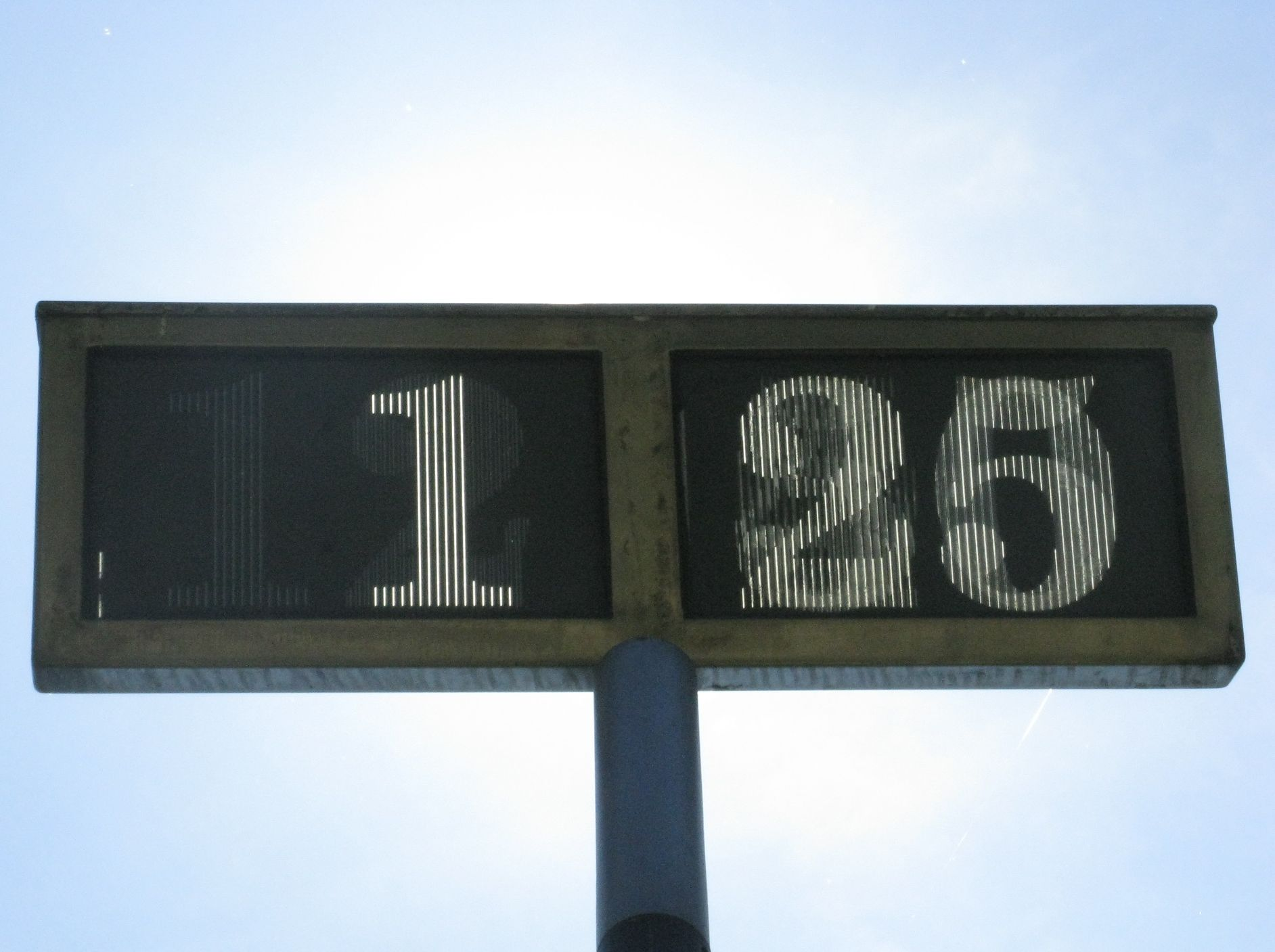
Abbildung 7: Digitale Sonnenuhr

Eine spielerische Anwendung ist die Moiré-Uhr (Abbildung 6).
Minuten-Anzeige: Eine gelochte schwarze Stunden-Scheibe dreht sich über einem schwarzen Zifferblatt mit weißen Strichen. Das rotierende Moiré-Muster simuliert den fehlenden Minuten-Zeiger.

Sekunden-Anzeige: Über der Stundenscheibe der Uhr dreht sich eine Minuten-Scheibe. Das analog entstehende Moiré-Muster simuliert den fehlenden Sekunden-Zeiger.
Durch eine übergeordnete Struktur in wenigstens einem der beiden Linienmuster lassen sich auch ändernde Zeichen generieren. Ein Beispiel ist das sogenannte Moiré-Leuchtfeuer, bei dem bei Änderung des Blickwinkels das zunächst uniforme Bild in eine pfeilartige Anzeige übergeht. Der Pfeil zeigt an, dass das Schiff vom direkten Kurs in Richtung zum Feuer abgekommen ist und auf welche Seite hin zu korrigieren ist.
Ein weiteres Beispiel für eine übergeordnete Struktur in einem der beiden Linienmuster ist eine digitale Sonnenuhr (Abbildung 7). Das Sonnenlicht ändert über den Tag seine Richtung. Das zwei Linienmuster durchscheinende Licht generiert eine digitale Zeit-Anzeige, die sich alle fünf Minuten ändert.